# Mélida
Mélida település Spanyolországban, Navarra autonóm közösségben. Mélida Murillo El Cuende, Santacara, Bardenas Reales és Carcastillo községekkel határos. Lakosainak száma 732 fő (2024).

## Népesség
A település népessége az elmúlt években az alábbi módon változott:
| Lakosok száma | 791  | 762  | 766  | 780  | 755  | 742  | 728  | 733  | 733  | 732  |
|               | 2001 | 2004 | 2006 | 2009 | 2011 | 2014 | 2016 | 2019 | 2021 | 2024 |